# Léon Graulich
Pour les articles homonymes, voir Graulich.
Léon Graulich, né le 3 août 1887 à Verviers et mort à Liège 22 décembre 1966, est un juriste belge et un professeur de Droit à l'Université de Liège, dont il fut le recteur entre 1939 et 1947.
Surnommé le "Recteur de guerre", il se fit surtout connaître pour son comportement de résistance face à l'occupant au cours de la Seconde Guerre Mondiale.

## Biographie

### Enfance et études
Léon Graulich nait le 3 août 1887 à Verviers. Son père, Émile Graulich, président honoraire de la Cour d'appel de Liège, et sa mère Henriette Dumoulin, sont tous deux de fervents catholiques. Par alliance, il est le neveu de Nicolas Goblet.
Après avoir hésité entre des études militaires, d'ingénierie ou de Droit, il décide finalement de choisir cette dernière option et de suivre le chemin de son père et de son oncle.
En 1908, après l'obtention de sa licence en Droit et son inscription au barreau, il débute un doctorat sous la direction de Gérard Galopin. Sa thèse, Réglementation du travail des femmes et des enfants : commentaire de la loi du 13 décembre 1889 et des arrêtés d'exécution, lui permet d'être reçu docteur en Droit avec la plus grande distinction (summa cum laude).

### Carrière professorale
En 1912, il devient chargé du cours d'Éléments de Droit civil de l'Université de Liège. Il est nommé professeur extraordinaire en 1919, puis ordinaire en 1922.
Au cours de sa carrière, Léon Graulich dispense une grande quantité d'enseignement : Éléments de Droit civil (principe généraux, droit international privé, institutions civiles comparées (matières spéciales), droit administratif (matières spéciales), législation industrielle, encyclopédie du Droit, etc. Toutefois, c'est véritablement en matière de droit civil, et plus particulièrement dans la théorie générale des obligations que le professeur Graulich se spécialise.
Il organise d'ailleurs, au sein de sa bibliothèque personnelle au rez-de-chaussée de son domicile, les premiers cours de pratique du droit civil qui deviendront un programme académique à partir de 1921.

### Recteur
Élu recteur en 1939, Léon Graulich se préoccupe d'assurer la continuité des activités universitaires, et ce malgré l'occupation nazie du territoire. Cette résistance se divise en deux approches : d'une part, préserver l'intégrité de l'université face à l'occupant et, d'autre part, prendre des mesures de soutien envers les étudiants.
Il s'oppose ainsi au remplacement des professeurs parvenus à l'éméritat, afin de ne pas voir désignés des partisans de la collaboration, et encourage les étudiants à ne pas fréquenter les cours de deux professeurs allemands installés de force. De plus, il s'oppose aussi à inviter Luigi Pareti pour réaliser une conférence à l'université de Liège.
Au cours de la guerre, il multiplie aussi les initiatives en faveur des membres de l'université : dès 1941, afin de soutenir les étudiants en situation difficile et notamment ceux identifiés comme déportés, il crée ainsi le service social de l'Université de Liège, qui existe toujours aujourd'hui. Cette même année, il n'hésite pas non plus à accueillir les étudiants qui, à la suite de la fermeture de l'université libre de Bruxelles, ne peuvent terminer leurs cursus. Enfin, afin de prémunir les étudiants de la werbestele, il organise le 17 mars 1943, en complicité avec les associations estudantines, le vol dans ses propres bureaux des documents administratifs qui recessent l'ensemble des membres des facultés et organisent des examens clandestinement et secret pour ne pas générer de nouvelles listes.

### Fin de vie
En 1947, fatigué, Léon Graulich se démet de sa fonction rectorale au profit d'Adolphe Braas. Une cérémonie d'hommage est organisée le 3 août 1948 pour célébrer le comportement du recteur durant le conflit, au cours de laquelle on lui remet la cravate de commandeur de l'ordre de Léopold avec lisérés d'or, symbole de services civils rendus pendant la guerre.
Le 3 août 1957, après avoir enseigné à quarante-cinq générations d'étudiants, il parvient à l'éméritat.
Atteint d'un cancer de la prostate, il décède dans son domicile le 22 décembre 1966. Il est enterré au cimetière de Robermont.

## Distinctions

### Décorations
- Grand officier de l'ordre de Léopold[21]
- Grand officier de l'ordre de Léopold II[6]
- Commandeur de l'ordre de la Couronne[6]
- Officier de la Légion d'Honneur[8]
- Croix civique de 1re classe[22]

### Honneurs
Il est docteur honoris causa de la Faculté de droit de Paris en 1950, et de celle d'Alger en 1959.
La bibliothèque de la Faculté de droit, de science politique et de criminologie de l'université de Liège, fondée en 1929 sur son initiative, est nommée "Bibliothèque Léon Graulich" en 1958 pour lui rendre hommage.

## Œuvres
- Léon Graulich, Réglementation du travail des femmes et des enfants : commentaire de la loi du 13 décembre 1889 et des arrêtés d'exécution, Liège, Imprimerie H. Vaillant-Carmanne, 1911
- Léon Graulich, Théorie générale des obligations
- Léon Graulich, Droit international privé
- Léon Graulich, Les sûretés personnelles et réelles
- Simone David-Constant, Théorie générale des obligations : d'après les notes polycopiées de Léojn Graulich révisées et mises à jour, Liège, Presses universitaires de Liège, 1972-1984